# Hart (famiglia)
Hart è una famiglia inglese che ha lavorato nel mondo del teatro.

## Storia
Furono principalmente attori e la capostipite fu Joan, sorella minore di William Shakespeare e da questi ricordata nel suo testamento.
Joan sposò William Hart nel 1616, medico, con il quale ebbe quattro figli: il primo, di nome William come il padre, fu attore appartenente alla compagnia dei Blackfriars. Non si sposò ma ebbe per figlio illegittimo Charles (?-1683), attore molto più famoso del padre; anch'egli lavorò con i Blackfriars e interpretò grandi personaggi shakesperiani come Bruto (Giulio Cesare), Otello, Hotspur Enrico IV, e indusse a recitare quella Nell Gwyn, che fu una delle maggiori attrici inglesi.
Charles combatté per il re durante la guerra civile e alla Restaurazione fece parte della compagnia di Killigrew.
Va notato che un discendente degli Hart, John, nato nel 1753, fece aggiungere al proprio cognome quello di Shakespeare.